# Kleiner Grauer Fettschwanzmaki
Der Kleine Graue Fettschwanzmaki (Cheirogaleus minusculus) ist eine Primatenart aus der Gruppe der Lemuren. Die Art ist bislang nur durch ein einziges Museumsexemplar bekannt und wurde im Jahr 2000 beschrieben.
Die Art ist relativ klein und in den Ausmaßen mit dem Westlichen Fettschwanzmaki vergleichbar. Ihr Fell ist an der Oberseite eisengrau gefärbt, auch die Unterseite ist grau. Am Rücken erstreckt sich ein unauffälliger Aalstrich, die Füße sind weiß. Der Kopf ist wie bei allen Fettschwanzmakis rundlich, im Vergleich zu den meisten anderen Arten dieser Gattung sind die Ohren behaart.
Das bislang einzige Exemplar wurde in der Nähe der Stadt Fianarantsoa an der Ostküste Madagaskars gefunden, der Lebensraum dieser Art sind demnach Regenwälder. Ansonsten ist über die Lebensweise nichts bekannt. 
Auch der Gefährdungsgrad ist unklar, die IUCN listet die Art unter „zu wenig Daten vorhanden“ (data deficient).